# ラファエル・ピール
ラファエル・ピール（Raphaelle Peale、Raphael Pealeとも、1774年2月17日 – 1825年3月4日）はアメリカ合衆国の画家である。静物画を専門に描いた最初のアメリカ人画家と考えられている。

## 略歴
メリーランド州アナポリスに、画家、博物学者のチャールズ・ウィルソン・ピールの息子に生まれた。弟に肖像画家として知られるレンブラント・ピール（1778-1860）らがいる。フィラデルフィアで育ち、父親から絵の教育を受け、最初、ミニアチュールの肖像画家として働いた。
1793年に父親が設立した博物館に展示するための博物標本を収集するために南米へ旅した 。1794年にフィラデルフィアの美術家団体「Columbianum」の展覧会に5点の肖像画とそれ以外の9点の作品を出展した 。20歳で結婚し、1795年に21歳で個人の作品展を開いた。
1806年までに、父親の博物館のための剥製造りに使った薬品、ヒ素と水銀の中毒の症状に苦しみ始めた 。1809年8月には、せん妄の治療に入院したが、生涯の残りの期間、毎年悪化する発作に苦しんだ。1810年から、静物画に専念するようになった。この頃、静物画は一般にアマチュア画家が描くものと考えられていたがピールは本格的に静物画を描いた最初のアメリカ人の職業画家と考えられている。ペンシルベニア美術アカデミーの展覧会などに出展し、1814年から1818年の間は多くの作品を制作した。1813年までには移動するのに松葉つえが必要になっていた。
大量に飲酒する習慣もあって、健康を壊し、1825年、51歳で亡くなった。
美術評論家のフランケンシュタイン(Alfred Victor Frankenstein: 1906–1981)によれば「アメリカ合衆国の最初の優れた静物画家で19世紀のアメリカの主要な静物画家の一人」である。

## 作品

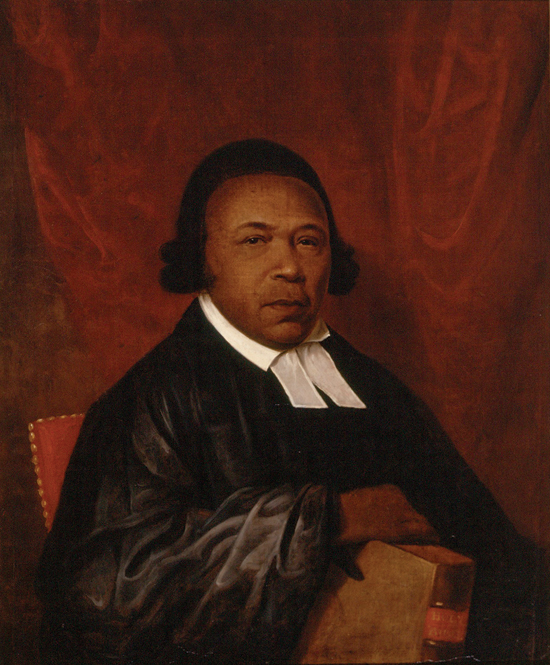
アブサロム・ジョーンズ-奴隷制度廃止論者、牧師
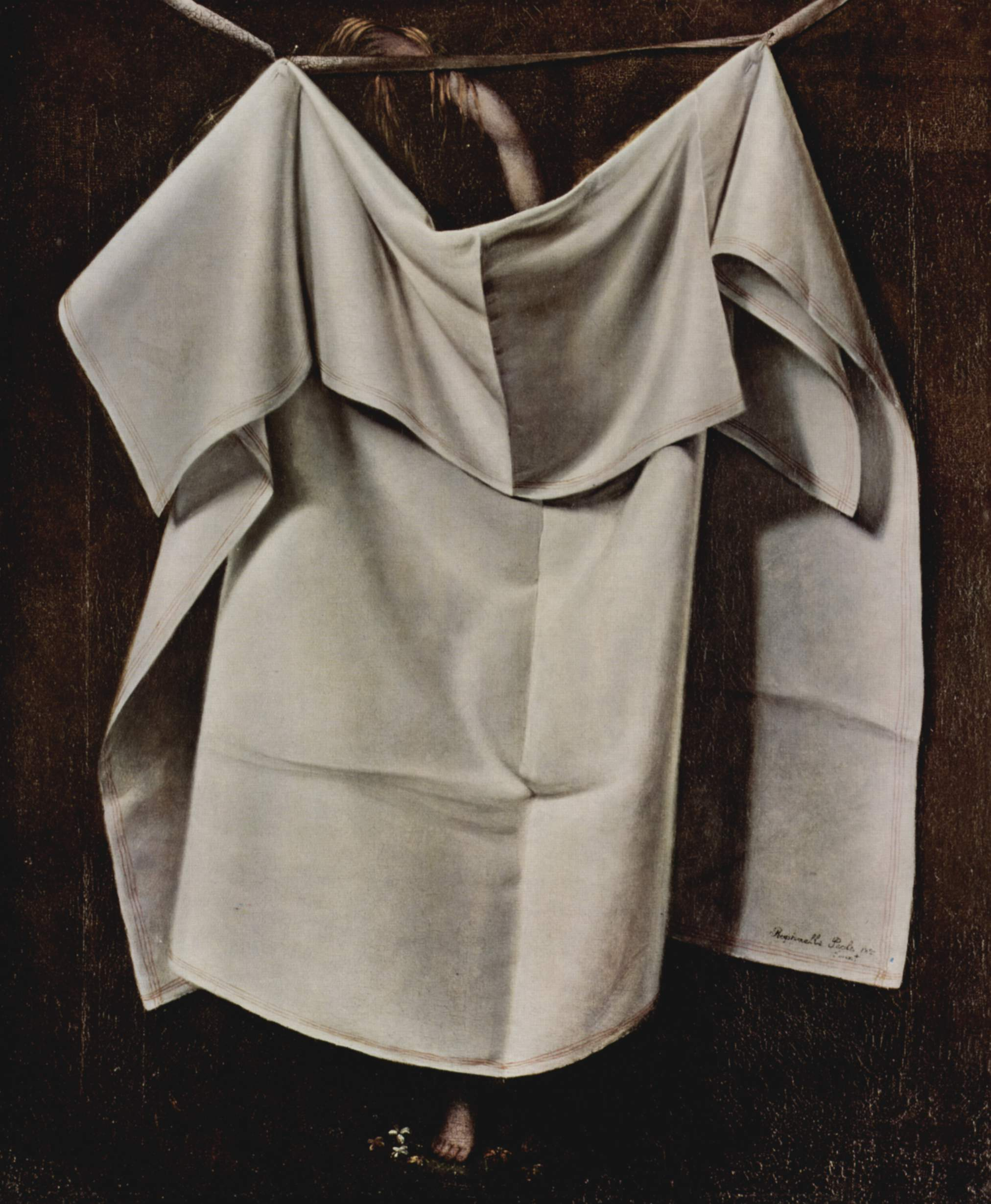
ヴィーナス誕生-トロンプ・ルイユ
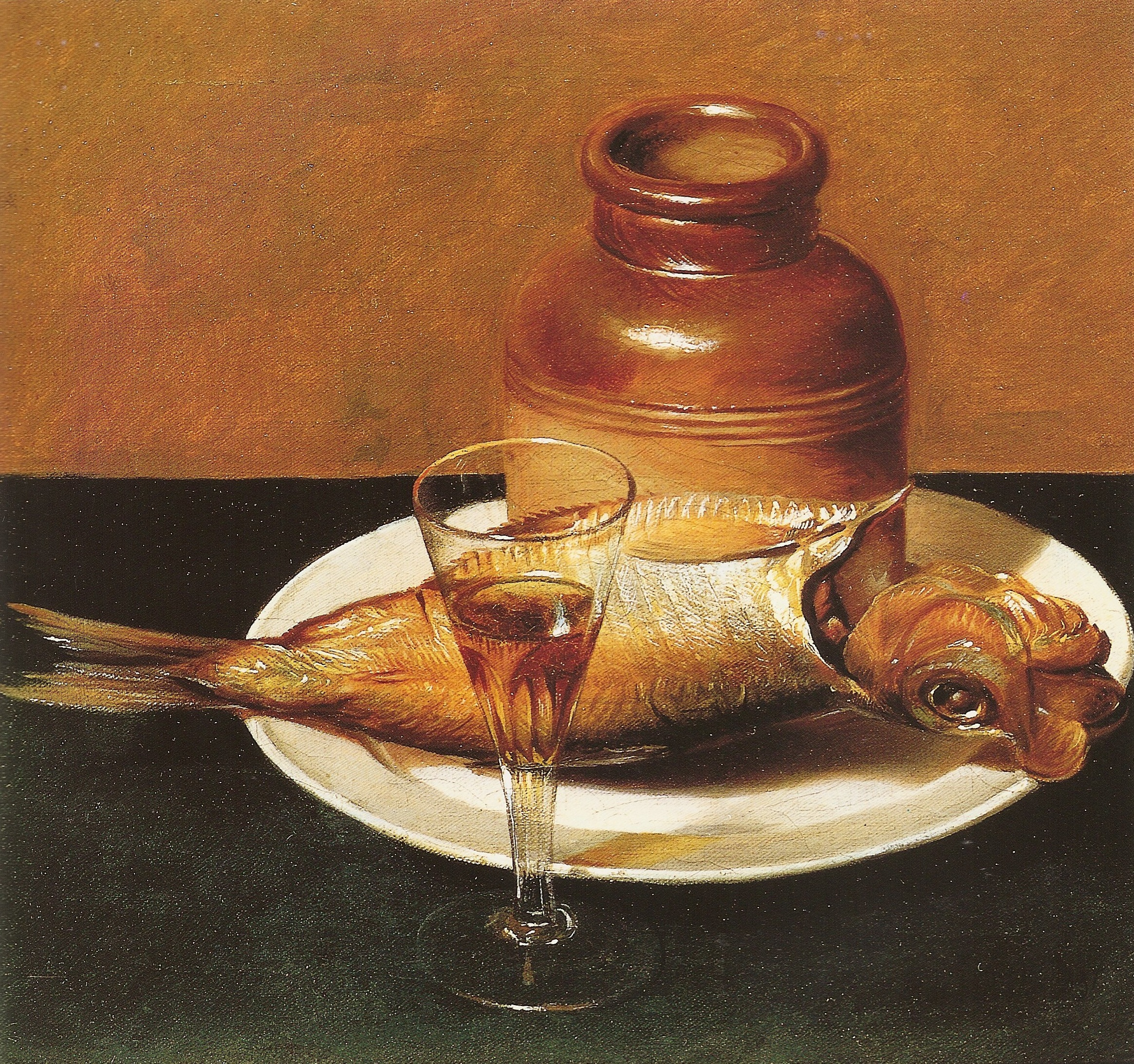
水差しと魚のある静物画

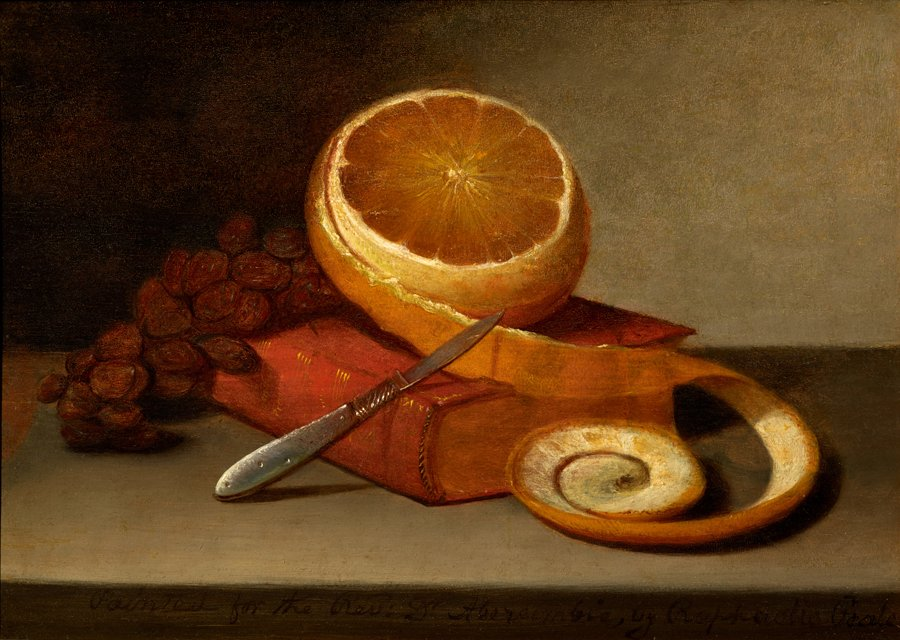
オレンジと本
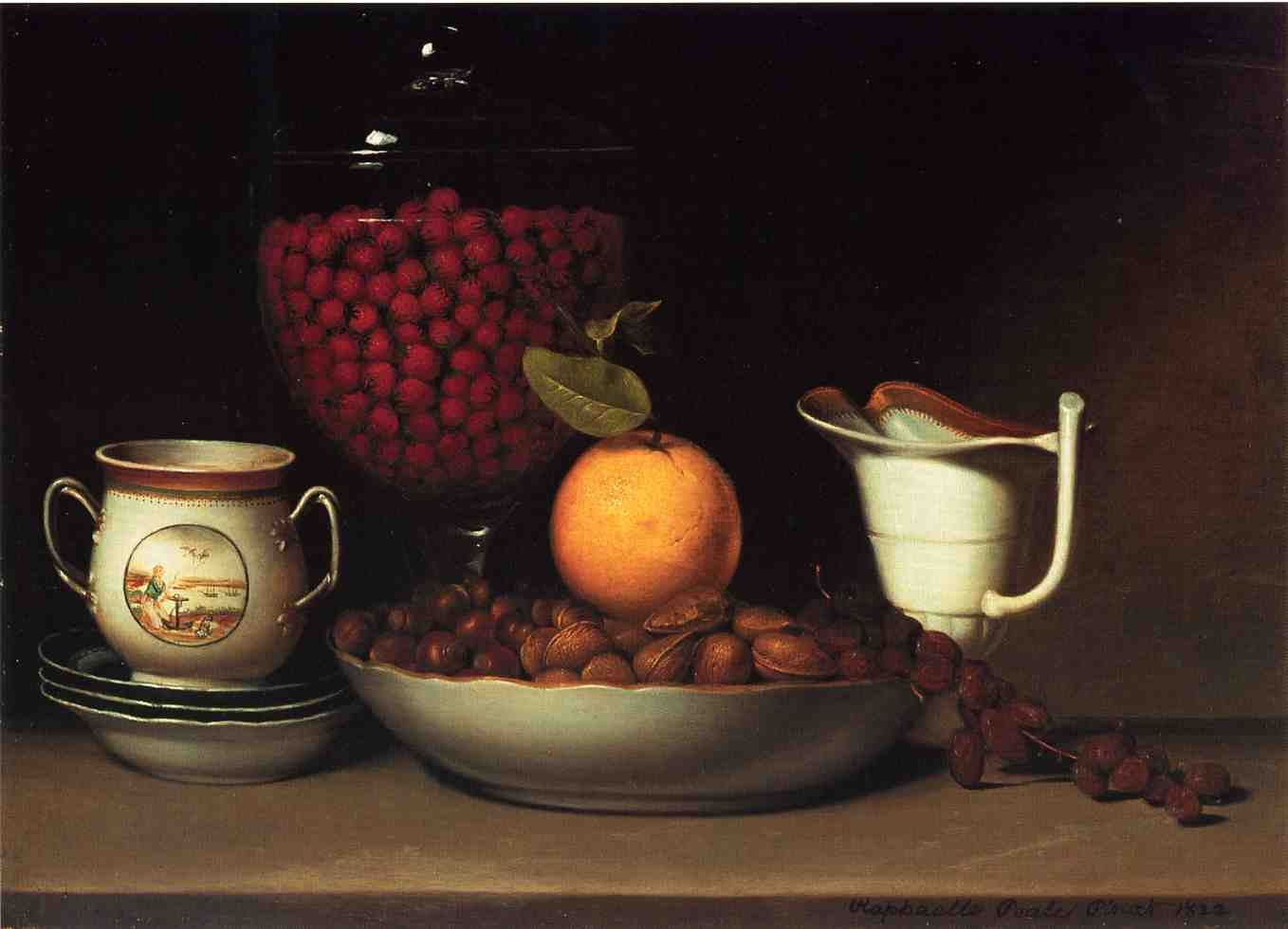
ストロベリーとナッツ
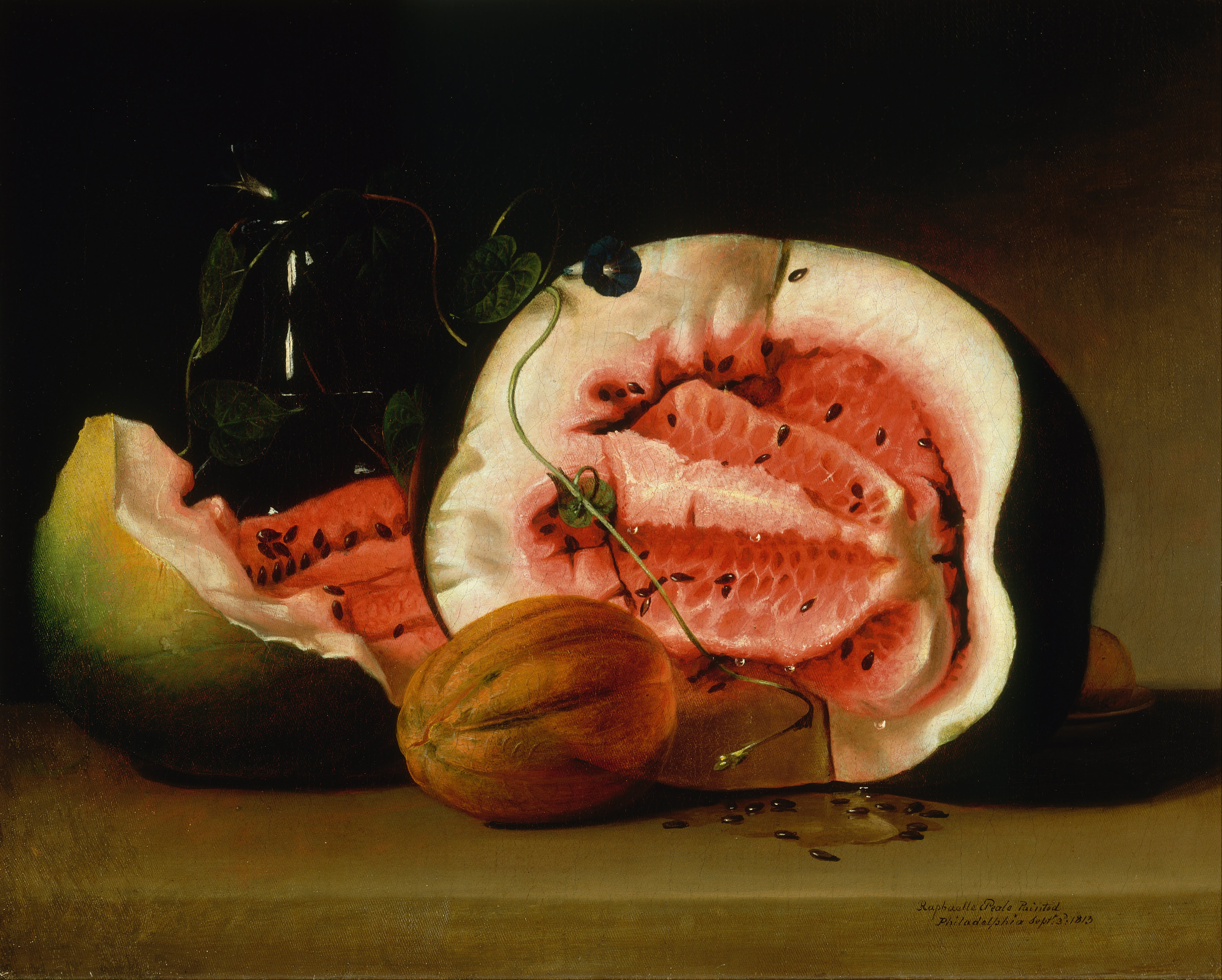
スイカと朝顔